# Aknapur, Aurad
Aknapur là một làng thuộc tehsil Aurad, huyện Bidar, bang Karnataka, Ấn Độ.